# Microsoft Office

Microsoft Office 2021 for Mac 应用程序（从左上角到右下）：Word、Excel、PowerPoint 和 Outlook

Microsoft Office是由微软公司开发的办公软件套裝，有Microsoft Windows、Mac系列、iOS和Android等不同系統的版本。与其他办公室应用程式一样，它包括联合的伺服器和基于網際網路的服务。從2007版的Office被称为“Office System”而不叫“Office Suite”，反映出它们包括伺服器的事实。
Office最初是一个推广名称，出现于1990年代早期，指一些以前曾单独发售的软件的合集。当时主要的推广重点是：购买合集比单独购买要省很多钱。最初的Office版本包含Word、Excel和PowerPoint。「专业版」包含Microsoft Access，Microsoft Outlook 当时不存在。随着时间的改變，Office应用程序逐渐整合，共享特性，例如：拼写和语法检查、OLE数据整合和VBA脚本语言。微软目前将Office延伸作为一个开发平台，可以藉由專用商店下載第三方軟體搭配使用。
Office常是製作文件檔案的标准，而且有一些其他产品不存在的特性，但是其他产品也有Office缺少的特性。自從Microsoft 2007 Office System開始，Office采用了被称为Ribbon的新界面风格，并沿用至今。
2022年，微軟表示，後續產品由Office 365更名為Microsoft 365，並更改網頁、標誌。微軟後來推翻了決定，推出新一代Office 2024。同時，繼續提供一次性付费的永久授權方案。

## 版本歷史
Microsoft Office最初的版本在1989年所推出，最初的運作是在蘋果電腦的Macintosh平台之上。Microsoft Office自從推出文字處理、試算表以及簡報製作的軟體後，直至近年一直居於領導地位。從 Microsoft Office 2013 (Office 15) 起，Office 更多的功能提供跨平台支援，並提供了供移動作業系統 Android 和 iOS 版本的程式，功能主要可用於 Desktop 版本。自 Microsoft Office 2016 版本發行起，各平台相同版本號的更新內容大致相等。

### Windows版的歷史
- Microsoft Office 3.0：是首次針對Microsoft Windows平台所發行的Office，光盘版包括：Word 2.0c、Excel 4.0a、PowerPoint 3.0、Mail，发行于1993年8月30日。

- Microsoft Office 4.0：包含Word 6.0、Excel 5.0、PowerPoint 4.0、Mail和Access。Word在此時被稱為Word 6.0，而非2.0，是為了和Mac OS版本的版號相同，发行于1994年1月17日。

- Microsoft Office 4.2：用于Windows NT，（Word 6.0[32位，i386，Alpha]、Excel 5.0[32位，i386，Alpha]、PowerPoint 4.0[16位]、“Microsoft Office Manager”），发行于1994年7月3日。

- Microsoft Office 4.3：是16位元的末代版本，同時也是支援Windows 3.x、Windows NT 3.1和Windows NT 3.5的末代版本，包含Word 6.0、Excel 5.0、PowerPoint 4.0。在专业版中还有Access 2.0，发行于1994年6月2日。

- Microsoft Office 95：為符合Windows 95，為全32位元的版本。具有標準版和專業版兩個版本；前者包含Word、Excel、PowerPoint和Schedule+，後者則再加Access。假如購買的是CD型態的專業版，則另外包含Bookshelf，发行于1995年8月30日。

- Microsoft Office 97：是一個重大的里程碑。這一版中包含許多的新功能和改進。其同時也引入命令欄（Command Bars）的功能以及文法檢查的功能。
是支援Windows NT 3.51的末代版本，发行于1996年12月30日（既发行于光盘又发行于一套45张的3.5英寸软盘）。

- Microsoft Office 2000：加入自適應功能表（adaptive menus），較少使用的選項將會被隱藏起來。他同時也加入許多新的安全功能。包含加入數位簽章的功能，減少巨集病毒的威脅。
是支援Windows 95的末代版本；同時也是末代無包含產品啟動這個功能的版本，发行于1999年1月27日。

- Microsoft Office XP：是為了配合Windows XP而推出。Office XP引入安全模式（Safe Mode）的功能。它允許像是Outlook這類的應用程式無法正常啟動時自動以適當的狀態運行。Microsoft Office XP包含完整的語音辨識系統及手寫辨識系統。另外，引進新的功能“產品啟動”，使用者需要用序號來啟動Office XP[5]，而這個功能也同時被引入Windows XP及其之後的Windows和Office各版中。
是支援Windows 98、ME和NT 4.0的末代版本。Outlook 2002（XP）有個嚴重的問題：在Vista之下無法記住電子信箱帳戶和密碼，发行于2001年5月31日。

- Microsoft Office 2003：在2003年時發行。有兩個新的程式加入其中：Microsoft InfoPath和OneNote。Office 2003是第一個使用Windows XP風格圖示的版本。另外，Outlook 2003在許多地方做出了改進，包含Kerberos驗證、遠端程序呼叫（Remote Procedure Call，RPC），以及快取交換模式（Cached Exchange Mode）。Outlook在這一版中加入垃圾郵件篩選器，協助解決垃圾郵件的問題。
是支援Windows 2000的末代版本，发行于2003年11月17日。

- Microsoft Office 2007：是為了配合Windows Vista而推出。包含許多新功能，最引人注目的是Ribbon新介面，它取代舊有的功能表及工具列，使其更易使用。
Office 2007須在Windows XP+Service Pack 2起、Windows Server 2003+Service Pack 1起、或Windows Vista之上的版本中安裝。Microsoft Office 2007推出Service Pack 3，修正不少漏洞，发行于2006年11月30日。

- Microsoft Office 2010：此版本是配合Windows 7在2009年1月，微軟開始Office 2010的內測（TP），包括：Access 2010, Excel 2010, Groove 2010, InfoPath Designer 2010, InfoPath Filler 2010, InterConnect 2010, Lync 2010, OneNote 2010, Outlook 2010, PowerPoint 2010, Project 2010, Publisher 2010, SharePoint Designer 2010, Visio 2010, Word 2010 全系列產品。Office 2010 Beta在2009年5月份開始進行研發，最終版本于2010年4月15日发布。Microsoft Office 2010有32位元和64位元版本，微軟稱32位元更為穩定，建議64位元的電腦安裝32位元的Office。由Office 2010起，大量授權版也和一般版一樣需要產品啟動。Microsoft Office 2010已有Service Pack 1，版本為14.0.6029.1000。Office 2010是支援Windows XP（須Service Pack 3）、Windows Vista（Service Pack 1起）、Windows Server 2003（須Service Pack 2）和Windows Server 2008的末代版本，於2010年6月發行正式版。

- Microsoft Office 2013：是為了配合Windows 8 2012年10月11日正式版發佈，在2013年1月26日開賣。具有32位和64位两个版本。此Office正式开始整合Microsoft帳戶，雲端储存用户的修改、設定并且默认存放文件的路径设为OneDrive。该版本对Excel、OneNote以及Outlook做了许多明显的改进，具有Office Apps，是一种應用程式擴充。这种擴充可以在office.com和Office軟體中的專用商店下载並安装，在文档中提供动态的、可交互的网络信息相关内容。
Office 2013須在Windows Server 2008 R2或Windows 7以上的版本中安裝，于2013年1月发行正式版。

- Microsoft Office 2016：此版本是配合Windows 10所推出。介面對2013版本進行中等程度修改，加入更整合化的商店。由於盛傳Windows 10附贈內建Office，因此引起關注。最後微軟官方出面澄清只會附贈預覽功能。2015年9月23日正式上市。

- Microsoft Office 2019：2018年9月24日，微软宣布正式发布Windows版和Mac版的Office 2019。此Windows 版本僅支援Windows 10與Windows 11

- Microsoft Office 2021：2021年2月18日，微软宣布Microsoft Office 2021正在开发中。[6]此版本僅支援Windows 10與Windows 11至2026年，並于2021年10月5日发布。

- Microsoft Office 2024：Microsoft Office 2024是微軟在2024年10月1日推出的辦公室套件。

- Microsoft 365：2020年3月31日，微软宣布将会把Office 365名称改为Microsoft 365，并推出新的订阅方案，4月21日，微软正式将Office 365改名为Microsoft 365。[7]

### Mac版的歷史

Microsoft Office 2004

- Microsoft Office for Mac：在1989年時在Mac平台上推出，這一版的Office中包含了Word 4.0、Excel 2.20和PowerPoint 2.01。此版本比運作在Windows平台上的Office更早被推出。

- Microsoft Office 1.5 for Mac：在1991年時推出，其中Excel升級為Excel 3.0。是首套支援蘋果電腦System 7 作業系統的Office。

- Microsoft Office 2.9 for Mac：在1992年時推出，其中Excel 4.0是首套支援新AppleScript的軟體。

- Microsoft Office 4.0 for Mac：於1993年時發行。他是第一套支援Power Macintosh的Office套裝軟體，最後一版針對Mac釋出的Office是：Office 4.2.1。

- Microsoft Office 98 Macintosh Edition：在1998年6月6日的MacWorld Expo/San Francisco首次露面。它加入了Internet Explorer 4.0 browser和Outlook Express。首版支援QuickTime的Office套裝軟體，发行于1998年3月15日。

- Microsoft Office 2001：在2000年10月11日開始發售。其所需的環境為Mac OS 8.1（建議使用8.5或更高版本）。Office 2001中加入了Entourage這套郵件軟體。

- Microsoft Office v. X：在2001年時為了新的Mac OS X平台而推出，发行于2001年9月3日。

- Microsoft Office 2004 for Mac：在2004年5月11日推出。

- Microsoft Office 2008 for Mac：於2008年1月15日發售。它是首款使用通用二進位（universal binary）的Office套裝軟體。這意味著它可以原生支援Intel和Power PC兩者之上的Macs。

- Microsoft Office 2011 for Mac：於2010年9月26日發售，改用Ribbon介面，並改以Outlook for Mac取代Entourage。Microsoft Office 2011 for Mac已推出Service Pack 3更新，版本為14.5.2。

- Microsoft Office 2016 for Mac：發行於2015年9月，與 Windows 版本統稱為 Microsoft Office 2016。

- Microsoft Office 2019 for Mac：2018年9月24日，微软宣布正式发布 Windows 版和 Mac 版的 Office 2019[8]。Microsoft Office 365 订阅附带的 Office for Mac，于2018年9月的16.17发行版开始提供 Office 2019 for Mac，可从零售商店或通过批量许可协议进行一次性购买[9]。

### Android 版的歷史
- Microsoft Office Mobile (Office 15): 是Microsoft為行動裝置提供的Office版本。主要功能是讓Office 365訂閱用戶能夠在行動裝置上使用他們的Office訂閱。此版本一直為人詬病，因為該程式只提供給付費訂閱用戶使用，對非訂閱用戶功能有限（只能閱讀文件內容，不能作出修改），不能夠正確顯示文件格式，而且不能將Office文件存於裝置當中。現時該程式仍在Google Play上架，但僅支援運行Android 4.4版本或以下的裝置[10]。
- Microsoft Office 2016: 2015年4月15日，Microsoft在Google Play發行4個Office程式，其中包括Microsoft Word, Microsoft Powerpoint, Microsoft OneNote和Microsoft Outlook，當時此版本只供平板電腦使用，但現在已經開放給Android 4.4以上的所有裝置，用戶需要獨立下載和更新各應用程式。屏幕尺寸小於10.1吋的Android裝置無需訂閱都能夠正常使用大部份功能。

### 在线版的历史
- 2010年6月：Microsoft Office发布线上版套件，其中包括Word，Excel，Powerpoint，OneNote和Outlook。与下载版不同的是，在线版开放给所有用户免费适用。只不過功能相對比桌面版簡單。
- 2013年2月：开始支持直接编辑OneDrive中的文档。
- 2013年7月：线上版Word开始支持打开PDF格式文档或将PDF文档转换成Word格式。
- 2013年11月：更新自动保存功能。

## 組件

### 桌面產品
这些程序包括在Microsoft Office 2010的所有版本中，除了Microsoft Office Starter 2010。Microsoft Office Starter 2010並非公開銷售的產品，它是購買品牌電腦時隨機安裝的，只包括簡易版Word及Excel，而且在版面的右方有著無法移除的微軟廣告。
Windows 10/11也可安裝Office Mobile，10.1吋以下可編輯

#### Word
Microsoft Word是文書处理软件，最初版本于1983年10月推出，被认为是Office的主要程序，在文字处理软件市场上拥有统治份额，其私有的DOC格式被尊为一个行业的标准，虽然由Word 2007年已經轉用DOCX格式。Word也适宜某些版本的Microsoft Works。它适宜Windows和Macintosh平台。它的主要竞争者是LibreOffice、Corel WordPerfect和Apple Pages。

#### Excel
Microsoft Excel是电子试算表程序（进行数字和预算运算的软件程序），最初版本于1987年11月推出，与Microsoft Word一样，它在市场拥有统治份额。它最初对占优势的Lotus 1-2-3是个竞争者，但最后它卖得比它多、快，于是它成为了实际标准。它适宜Windows和Macintosh平台。它的主要竞争者是OpenOffice.org Calc、Apple Numbers和Corel Quattro Pro。

#### Outlook
Microsoft Outlook是个人信息管理程序和电子邮件通信软件。最初版本于1997年1月推出，在Office 97版接任Microsoft Mail。它包括一个电子邮件客户端，日历，任务管理者和地址本。它的电子邮件程序的主要竞争者是Mozilla Thunderbird和Eudora，它的个人信息管理程序主要竞争者是苹果公司的Mail和Lotus Organizer。它的一个版本也被包括在大多数Pocket PC掌上电脑裡。
- Microsoft Mail——邮件客户端（包含在Office的老版本中，后来由Microsoft Outlook替代）。
- Microsoft Outlook Express——邮件客户端（包含在Office 98 Macintosh版中，后来由Microsoft Entourage替代）。
- Microsoft Entourage——邮件客户端（包含在Office 2008及之前版本中，后来由Microsoft Outlook for Mac替代）。

#### PowerPoint
Microsoft PowerPoint是一个在Windows和Macintosh下流行的介绍程序，最初版本于1987年4月推出。它可以创建由文字组合，图片，电影以及其它事物组成的幻灯片。幻灯片可以在屏幕上显示，并且可以通过阐述者操控，幻灯片也可以使用反映机或投影仪投射到屏幕上。Windows Mobile 2005（Magneto）将使用本程序在市场上拥有统治地位。它的主要竞争者是Canva，OpenOffice.org Impress，Corel Word Perfect和Apple Keynote。

#### Access
Microsoft Access是由微软发布的关联式数据库管理系统。它可以用于制作处理数据的桌面系统。它也常被用来开发简单的网页应用程序。只提供Windows版本，且在套裝Office中只有專業版、企業版（Premium或Enterprise，非小型企業版）以上才提供。

### 附带的程序
- Microsoft Office Picture Manager——基本的相片管理软件（与一个基本版的Google的Picasa或Adobe的Photoshop Elements相似）。

### 高级版本包含的其它程序
- Microsoft FrontPage——网站设计软件（并且需要它自己的服务器程序）。对于2003版，它包含在Microsoft Office Professional Edition 2003和Microsoft Office Professional Enterprise Edition之中。它并不包含在Microsoft Office System 2007中，取而代之的是另外發布的Microsoft Expression產品線。
- Microsoft Visio——作图程序（單獨購買）。
- Microsoft Publisher——桌面出版软件。对于2016版，它包含在Microsoft Office Small Business Edition 2007、Microsoft Office Professional (Plus) Edition 2007、Microsoft Office Enterprise Edition 2007和Microsoft Office Professional (Plus) Edition 2010里面。
- Microsoft Project——计划管理器（單獨購買）。
- Microsoft OneNote——笔记软件，适和于使用平板电脑和一般个人计算机。它包含在Microsoft Office System 2016里面。
- Microsoft SharePoint Designer——WYSIWYG（所见即所得）HTML编辑器暨Microsoft通用网页设计程序，用于替代Microsoft Office FrontPage.
- Microsoft InfoPath——使用户设计rich XML-based的形式的应用。包含在Microsoft Office Professional Plus Edition 2016、Microsoft Office Enterprise Edition 2007和Microsoft Office Professional Plus Edition 2010之中。
- Live Communication Server——实时通信软件。

### 其他程式
- Microsoft Binder——把多個文件合併為一個文件。
  - Binder對微軟來說是一個大規模的失敗，並且普及程度很低。因此Office的新版本經常沒有這個軟體。
- Microsoft Entourage——僅用於Macintosh的個人資訊管理程式和電子郵件軟體。（與Outlook類似）。
- Microsoft MapPoint——繪圖和旅行計劃軟體。（自2016版开始作为Excel的组件附赠）
- Microsoft Office Communicator 2005 -
- Developer Tools——開發工具（只包含於開發版）

### 插件

#### Office插件
- 2007 Microsoft Office加载项：將Microsoft文件儲存成PDF或XPS：运用该加载项在八种2007 Microsoft Office程序中导出文件，并存为PDF和XPS格式，而無須借助第三方軟件。

#### 第三方外掛程式支援
Office應用程式的一個主要特性是用戶和第三方業者可以編寫以COM為基礎的Office套件，來擴充應用程式的功能，以及新增自訂的命令和界面。

### 以網路為基礎的服务
- Microsoft Office Website——网站。包含在Microsoft Office 2007、Microsoft Office 2010的所有版本。 -  （页面存档备份，存于）
- Microsoft Office Update——网站。Office2000、XP、2003和2007版、2010版的补丁查找和安装服务。 -  （页面存档备份，存于）
- Microsoft AutoUpdate - 供Mac 版本用戶更新 Office 至最新版本的安裝器

从1997年版本开始，Microsoft Agent（在9.0/2000版起）和一个相似的演员技术（在8.0/97版）开始提供Office助手，一个交互式帮助工具。“助手”的绰号经常是“Clippy”或“Clippit”。因为它缺省对应CLIPPIT.ACS。
从Macintosh Office 98起，Office的Macintosh和Windows版本分享同样的文件格式。结果，任意一个安装Office 98起之Macintosh均能读取Windows平台的97（8.0）版起之文件，而且反之亦然。

### 彩蛋
部分版本中，藏有開發人員設計的一些彩蛋。

## 其他資訊
基于某些原因，大多数Microsoft Office版本（包含97起，可能也包含4.3）使用独有的界面库，没有使用操作系统的界面库。
尽管Windows使用“服务包”，但是Office习惯于发布可以单独安装的升级版。但是，在Office 2000 Service Release 1之后，Office现在只发布服务包。

## 支援的生命週期
每一個版本的Office的支援期都有5年或新版本Office發佈後的2年，視乎哪個時間較遲。

### Windows版本
| Office版本（版號） | Windows作業系統版本最舊需求                         | 主流支援結束日期 | 延伸支援結束日期 | 支援狀態             |
| ------------------ | --------------------------------------------------- | ---------------- | ---------------- | -------------------- |
| 97（8）            | Windows NT 3.51（SP5）/95                           | 2001年8月31日    | 2002年2月28日    | 已停止支援           |
| 2000（9）          | Windows 95/Windows NT 4.0（SP3）                    | 2004年6月30日    | 2009年7月14日    | 已停止支援           |
| XP（10）           | Windows NT 4.0（SP6）/98                            | 2006年7月11日    | 2011年7月12日    | 已停止支援           |
| 2003（11）         | Windows 2000（SP3起）                               | 2009年4月14日    | 2014年4月8日     | 已停止支援           |
| 2007（12）         | Windows XP（SP2起）/Server 2003（SP1起）            | 2012年4月10日    | 2017年10月10日   | 已停止支援           |
| 2010（14）         | Windows XP（SP3）/Server 2003（SP2）/Vista（SP1起） | 2015年10月13日   | 2020年10月13日   | 已停止支援           |
| 2013（15）         | Windows 7/Server 2008 R2                            | 2018年4月10日    | 2023年4月11日    | 已停止支援           |
| 2016（16）         | Windows 7/Server 2008 R2（皆需SP1）                 | 2020年10月13日   | 2025年10月14日   | 延伸支援持續中       |
| 2019（16）         | Windows 10/Server 2019                              | 2023年10月10日   | 2025年10月14日   | 延伸支援持續中       |
| 2021（16）         | Windows 10/Server 2019                              | 2026年10月13日   |                  | 主流、延伸支援持續中 |

### Mac版本
| Macintosh版本                  | 最後版本     |
| ------------------------------ | ------------ |
| (68K) System 7.0-Mac OS 8.3    | Office 4.2.1 |
| (PPC) System 7.1.2             | Office 4.2.1 |
| (PPC) System 7.5-Mac OS 8.0    | Office 98    |
| (PPC) Mac OS 8.1-9.2.2         | Office 2001  |
| Mac OS X 10.1-10.5             | Office v. X  |
| Mac OS X 10.2-10.5             | Office 2004  |
| Mac OS X 10.4-10.7             | Office 2011  |
| OS X 10.10-10.11 /macOS 10.12+ | Office 2016  |
| macOS 10.12+                   | Office 2019  |
| macOS 10.15+                   | Office 2021  |

### Android版本
| Android 作業系統版本      | 最後版本                  |
| ------------------------- | ------------------------- |
| Android 4.0 - Android 4.4 | Office Mobile (Office 15) |
| Android 4.4+              | Microsoft 365             |